# José Andrés Bilibio
José Andrés Bilibio, né le 2 janvier 1975 à Corrientes en Argentine, est un footballeur international arménien, qui évoluait au poste de défenseur. 
Il compte 10 sélections en équipe nationale entre 2002 et 2003.

## Biographie

### Carrière de joueur
José Andrés Bilibio dispute 5 matchs en Ligue des champions.

### Carrière internationale
José Andrés Bilibio compte 10 sélections avec l'équipe d'Arménie entre 2002 et 2003. 
Il est convoqué pour la première fois par le sélectionneur national Andranik Adamyan pour un match amical contre Andorre le 7 juin 2002 (victoire 2-0). Il reçoit sa dernière sélection le 11 octobre 2003 contre l'Espagne (défaite 4-0).

## Palmarès
- Avec le Pyunik Erevan
  - Champion d'Arménie en 2002 et 2003.
  - Vainqueur de la Coupe d'Arménie en 2002.